# Karl Michael Scheufele
Karl Michael Scheufele (* 17. März 1957 in Augsburg) ist ein deutscher Verwaltungsjurist und Ministerialbeamter. Er war vom 1. September 2008 bis Mitte April 2018 Regierungspräsident von Schwaben und war von März 2019 bis Februar 2023 Amtschef im Bayerischen Innenministerium.

## Werdegang
Nach dem Abitur am Peutinger-Gymnasium in Augsburg nahm Scheufele an der Universität Augsburg ein Studium der Rechtswissenschaften auf. Nach dem Zweiten Juristischen Staatsexamen trat er am 1. August 1984 bei der Regierung von Schwaben in den Staatsdienst. Zwei Monate später wechselte er in das Bayerische Innenministerium, wo er zunächst in der Staatsschutzabteilung, später im Pressereferat tätig war. Ende 1990 trat er in den Außendienst beim Landratsamt Günzburg.
Im Februar 1992 holte ihn der bayerische Umweltminister Peter Gauweiler als persönlichen Referenten und Leiter des Ministerbüros in sein Ministerium. Von 1998 bis 2003 war er in der Staatskanzlei in der Abteilung Presse, Öffentlichkeitsarbeit und Medien tätig und wurde zum 1. Januar 2004 zum Regierungsvizepräsidenten von Schwaben ernannt.
Auf Vorschlag des bayerischen Ministerpräsidenten Edmund Stoiber kehrte Scheufele Anfang 2006 in die Staatskanzlei zurück und wurde Nachfolger von Martin Neumeyer im Amt des Regierungssprechers. Mit der Wahl von Günther Beckstein zum Ministerpräsidenten am 9. Oktober 2007 wechselte er als Leiter der Pressestelle in das Innenministerium.
Am 24. Juni 2008 berief ihn das bayerische Kabinett als Nachfolger des im September 2008 in den Ruhestand getretenen Ludwig Schmid in das Amt des Regierungspräsidenten von Schwaben. Am 12. April 2018 wurde bekannt, dass Scheufele bereits ab der Folgewoche im Rang eines Ministerialdirektors wieder in das Innenministerium wechselt und dort den Aufgabenbereich Integration und Asyl übernimmt. Nachfolger als Regierungspräsident ist seit 1. Mai 2018 Erwin Lohner, bisher im Innenministerium tätig. Am 14. März 2019 wurde er als Nachfolger von Ministerialdirektor Günter Schuster zum Amtschef im Innenministerium ernannt.
Er ist verheiratet und Vater zweier Söhne.